# Uso múltiple
En los Estados Unidos de América, el «uso múltiple» (en inglés, multiple use /mʌltəpəl ˈjuːz/) de los bosques nacionales se refiere a la «administración armoniosa y coordinada de los varios recursos, cada cual con el otro, sin empeoramiento de la productividad de la tierra, con la consideración que es dado a los valores relativos de los varios recursos, y no necesariamente la combinación de usos que dará el regreso de dólar más grande o la producción de unidad más grande».  El uso múltiple implica un rendimiento sostenido de actividades al aire libre, maderería, hidrografía, y fauna y flora.